# Borçato
Jorge Henrique Pereira Borçato (Rio de Janeiro, 21 de julho de 1966) é um ex-futebolista brasileiro que atuava como volante ou zagueiro.
Borçato representou no futebol português, na temporada de 1995–96, a equipa da primeira divisão, o Braga. Na altura, o clube foi buscar o jogador para o seu plantel, ao Atlético Paranaense, onde ele fez parte do grupo campeão do Campeonato Brasileiro da Série B de 1995.

## Títulos
Capelense
- Campeonato Alagoano: 1989

Sport Recife
- Campeonato Pernambucano: 1994

Atlético Paranaense
- Campeonato Brasileiro – Série B: 1995

Sampaio Corrêa
- Copa Norte: 1998
- Campeonato Maranhense: 1998